# Euploea rolanda
Euploea rolanda är en fjärilsart som beskrevs av Hans Fruhstorfer 1904. Euploea rolanda ingår i släktet Euploea och familjen praktfjärilar. Inga underarter finns listade i Catalogue of Life.